# Tonho Crocco
Antônio Carlos Knebel Crocco (Porto Alegre, 17 de setembro de 1974), mais conhecido pelo seu nome artístico Tonho Crocco é um cantor, rapper, compositor, instrumentista e poeta brasileiro. É conhecido por ser o vocalista, e principal letrista da banda gaúcha Ultramen. Também tem trabalhado com sua carreira solo e lançou seu primeiro trabalho em 2010 chamado O Lado Brilhante da Lua.

## Processo referente a música "Gangue da Matriz"
Em 2011, Giovani Cherini como presidente da Assembleia Legislativa do Rio Grande do Sul entrou com uma representação contra o músico pela música "Gangue da Matriz" que criticou o aumento autoconcedido de 73% nos salários pelos próprios Deputados Estaduais do Rio Grande do Sul em dezembro de 2010, o deputado falou que era um crime contra honra e o título era extremamente agressivo e fazia referência a criminosos que mataram o jovem Alex Thomas, na época Adão Villaverde que se tornou o sucessor na presidência da Assembleia Legislativa, expressou descontentamento discordando da decisão de Cherini,  mas em agosto do mesmo ano o próprio Giovani Cherini ingressou com petição pedindo o arquivamento contra o músico com a alegação que não era vítima no processo (seu nome não aparecia na letra, pois como presidente do parlamento gaúcho na ocasião não podia votar) e que defendia a liberdade de expressão, na época Tonho recebeu apoio de uma loja que espalhou 20 outdoors pela capital Porto Alegre e também imenso apoio por redes sociais.

## Discografia

### Com oUltramen
Álbuns de estúdio
- (1998) - Ultramen
- (2000) - Olelê
- (2002) - O Incrível Caso da Música que Encolheu e Outras Histórias
- (2006) - Capa Preta

Ao vivo
- A era do rádio ao vivo  (2001)
- Acústico MTV: Bandas Gaúchas (2005)

### Carreira solo
Álbuns de estúdio
- O Lado Brilhante da Lua (2010)

## Prêmios e indicações

### Prêmio Açorianos
| Ano  | Categoria             | Indicação                                                                              | Resultado |
| ---- | --------------------- | -------------------------------------------------------------------------------------- | --------- |
| 1998 | Cantor                | Tonho Crocco                                                                           | Indicado  |
| 2022 | Compositor de Hip Hop | J. Fidelix, Duplo M., Cristal, Cachola, Febehco e Tonho Crocco (por Poderes da Música) | Venceu    |
| 2022 | Intérprete de Hip Hop | J. Fidelix, Duplo M., Cristal, Cachola, Febehco e Tonho Crocco (por Poderes da Música) | Venceu    |